# Nina Bocharova
Pour les articles homonymes, voir Botcharova.
Nina Bocharova (en russe : Нина Антоновна Бочарова, Nina Antonovna Botcharova), née le 24 septembre 1924 à Suprunivka (république socialiste soviétique d'Ukraine, Union soviétique) et morte le 31 août 2020 à Rome (Italie), est une gymnaste soviétique puis ukrainienne.

## Biographie
Nina Bocharova est sacrée championne olympique en concours général par équipes et à la poutre et vice-championne en concours général individuel et en exercices d'ensemble avec agrès portatifs par équipes aux Jeux olympiques de 1952 à Helsinki. 
Elle remporte le titre mondial par équipe aux Championnats du monde de gymnastique artistique 1954 à Rome.